# Jalen Brooks
Jalen Allen Brooks (Harrisburg, Carolina del Norte, 7 de mayo de 2000) más conocido como Jalen Brooks, es un jugador profesional estadounidense de fútbol americano, se desempeña en la posición de wide receiver en Dallas Cowboys, en la National Football League (NFL).

## Carrera
Fue seleccionado en la Reunión Anual de Selección de Jugadores de la NFL de 2023. Hizo su debut profesional con el equipo Dallas Cowboys, lleva jugando una temporada.